# Acacia kirkii
Acacia kirkii är en ärtväxtart som beskrevs av Daniel Oliver. Acacia kirkii ingår i släktet akacior, och familjen ärtväxter.

## Underarter
Arten delas in i följande underarter:
- A. k. kirkii
- A. k. mildbraedii